# 天野義明
天野 義明（あまの よしあき、1970年11月22日 - ）は、静岡県出身の元社会人野球選手（外野手、一塁手）。

## 経歴
静岡高では赤堀元之や梶山義彦が同級生で、2年生だった1987年にはチームが第69回全国高等学校野球選手権大会に出場している。
高校卒業後は、駒澤大学に進学し硬式野球部でプレー。同級生に田口昌徳や鶴田泰がいた。4年生の1992年には春季リーグ戦では一塁手として初のベストナインに選ばれる活躍でリーグ優勝に貢献し、同年は全日本大学野球選手権大会でも優勝している。また、田口や鶴田とともに同年の第21回日米大学野球選手権大会の日本代表に選出された。
大学卒業後は、社会人野球の日本生命に進み、主に外野手として活躍。1997年には第68回都市対抗野球大会で準々決勝・準決勝・決勝と3戦連続で本塁打を放ち、三番・福留孝介の後を打つ四番打者としてチームの優勝を支えた。同年、梶山義彦らとともに初の社会人ベストナインに外野手として選出されている。1999年8月には翌年のシドニー五輪の予選を兼ねたアジア選手権の日本代表候補合宿で主将を務めたが、同大会の代表には選ばれなかった。しかし翌2000年は日本生命の主将を務めるとともに、第27回社会人野球日本選手権大会で指名打者として表彰選手に選ばれる活躍でチームのベスト4進出を支え、2度目の社会人ベストナインを受賞している。2002年の第73回都市対抗野球大会には初めて補強選手として参加し、10年連続出場選手として表彰を受けた。2005年をもって現役を引退している。
2016年、同年に結成された地元である静岡県に本拠地を置く社会人野球・クラブチームである山岸ロジスターズの監督に就任。
2023年からは部長としてチームを支える。